# Quận San Joaquin, California
Quận Yuba là một quận trong tiểu bang California, Hoa Kỳ. Quận lỵ đóng tại thành phố Stockton2. Theo Cục điều tra dân số Hoa Kỳ, dân số năm 2000 của quận này là 685.990 người 2.

## Thông tin nhân khẩu
Theo điều tra dân số 2 năm 2000, đã có 563.598 người, 181.629 hộ gia đình, và 134.768 gia đình sống trong quận. Mật độ dân số là 403 người trên một dặm vuông (156/km ²). Đã có 189.160 đơn vị nhà ở với mật độ trung bình là 135 dặm vuông (52/km ²). Cơ cấu dân tộc của dân cư quận này có 58,13% người da trắng, 6,69% da đen hay Mỹ gốc Phi, 1,13% người Mỹ bản xứ, 11,41% người châu Á, 0,35% người đảo Thái Bình Dương, 16,26% từ các chủng tộc khác, và 6,05% từ hai hoặc nhiều chủng tộc. 30,53% dân số là người Hispanic hay Latino thuộc chủng tộc nào. 9,3% là của Đức, Ailen 5,3% và 5,0% gốc tiếng Anh theo điều tra dân số năm 2000. 66,4% nói tiếng Anh, 21,3% người Tây Ban Nha, Tagalog 2,2%, 1,8% Môn-Khmer hay Campuchia, người Việt Nam 1,1% và 1,1% Hmong là ngôn ngữ đầu tiên của họ.
Đã có 181.629 hộ, trong đó 40,5% có trẻ em dưới 18 tuổi sống chung với họ, 54,3% là đôi vợ chồng sống với nhau, 14,0% có chủ hộ là nữ không có mặt chồng, và 25,8% đã không có gia đình. 20,7% các hộ gia đình đã được tạo thành từ các cá nhân và 8,4% có người sống một mình 65 tuổi trở lên đã được người. Bình quân mỗi hộ là 3,00 và cỡ gia đình trung bình là 3,48.
Trong quận, dân cư có độ tuổi với 31,0% ở độ tuổi dưới 18, 10,0% 18-24, 28,8% 25-44, 19,6% 45-64, và 10,6% 65 tuổi trở lên. Tuổi trung bình là 32 năm. Cứ mỗi 100 nữ có 99,9 nam giới. Cứ mỗi 100 nữ 18 tuổi trở lên, có 97,2 nam giới.
Thu nhập trung bình cho một hộ gia đình trong quận đã được $ 41.282, và thu nhập trung bình cho một gia đình là $ 46.919. Nam giới có thu nhập trung bình $ 39.246 so với 27.507 $ cho phái nữ. Thu nhập trên đầu cho các quận được $ 17.365. Giới 13,5% gia đình và 17,7% dân số sống dưới mức nghèo khổ, bao gồm 23,7% những người dưới 18 tuổi và 10,0% có độ tuổi từ 65 trở lên.